# Passawet
Der Passawet (belarussisch пассавет, Kurzform von belarussisch пасялковы савет passjalkowy sawet; deutsch etwa Siedlungsrat) ist eine Verwaltungseinheit in einem Rajon in Belarus. Die Bezeichnung entspricht russisch поссовет Possowjet als Kurzwort für die Bezeichnung russisch Поселковый совет Posselkowy sowjet, die sich auf eine Siedlung städtischen Typs belarussisch Пасёлак гарадскога тыпу bezieht.